# Dwór Bractwa Świętego Jerzego w Toruniu
Dwór Bractwa Świętego Jerzego w Toruniu – późnogotycki budynek zbudowany po 1484 roku w Toruniu, obecnie siedziba Towarzystwa Współpracy z Miastami Partnerskimi Torunia. 
Dwór zbudowano po zburzeniu zamku krzyżackiego, prawdopodobnie z wykorzystaniem jego cegieł, pozostawiając ze starego zamku piwnice i narożną kwadratową wieżę. Budynek powstał jako letnia siedziba Bractwa Świętego Jerzego, grupującego bogatych kupców. W latach 60. XVIII wieku elewacja północna otrzymała skromną elewację barokową z tympanonem.

Na początku XIX wieku w budynku mieścił się szpital wojskowy. W latach 70. XIX wieku dwór pełnił siedziby Bractwa Strzeleckiego. W 1894 roku północną elewację przebudowano w stylu neogotyckim i przebudowano zwieńczenie narożnej baszty. Budynek był remontowany podczas okupacji niemieckiej. W latach 1997-2000 przeprowadzono remont kapitalny.

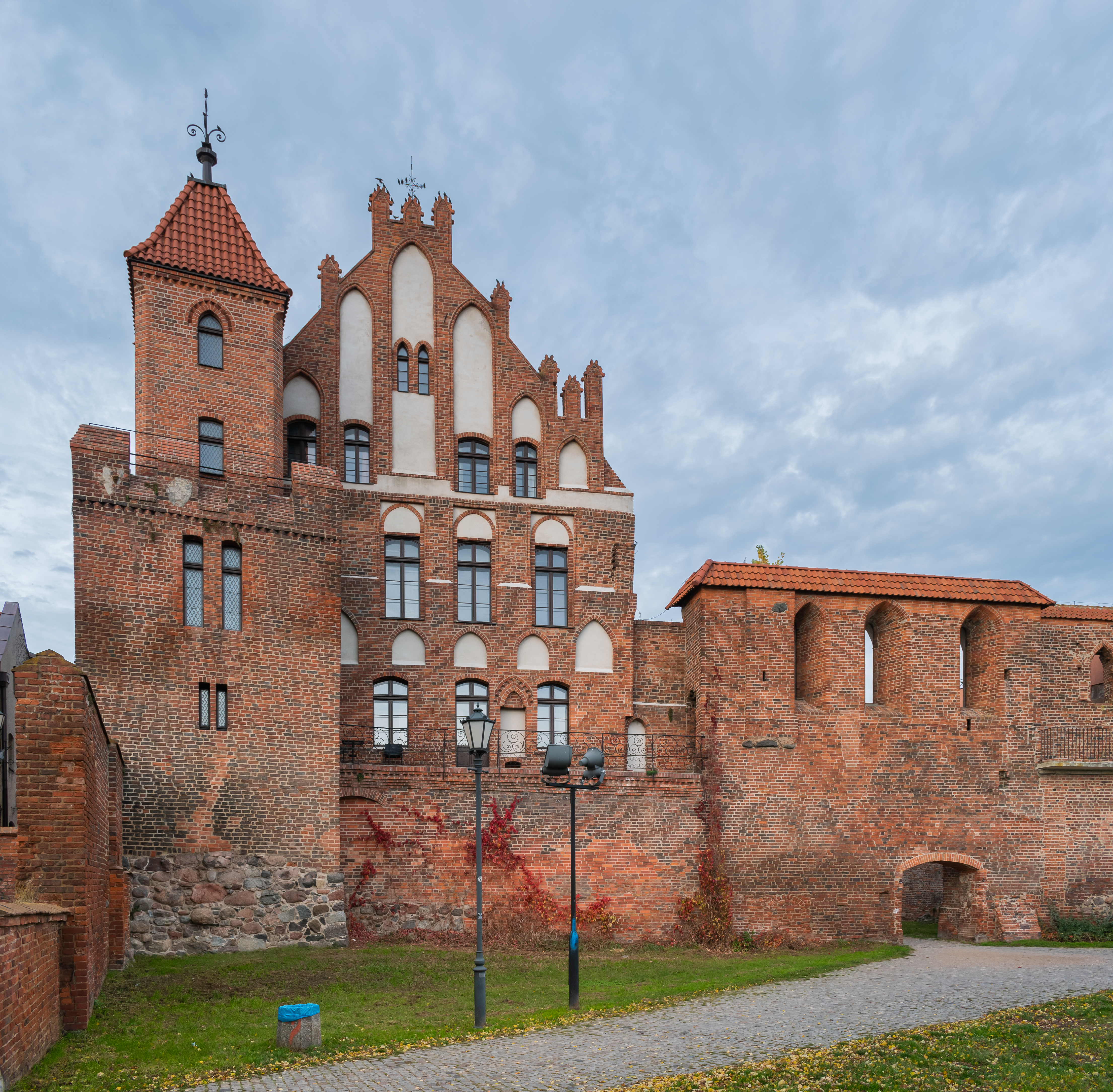
Dwór od południa
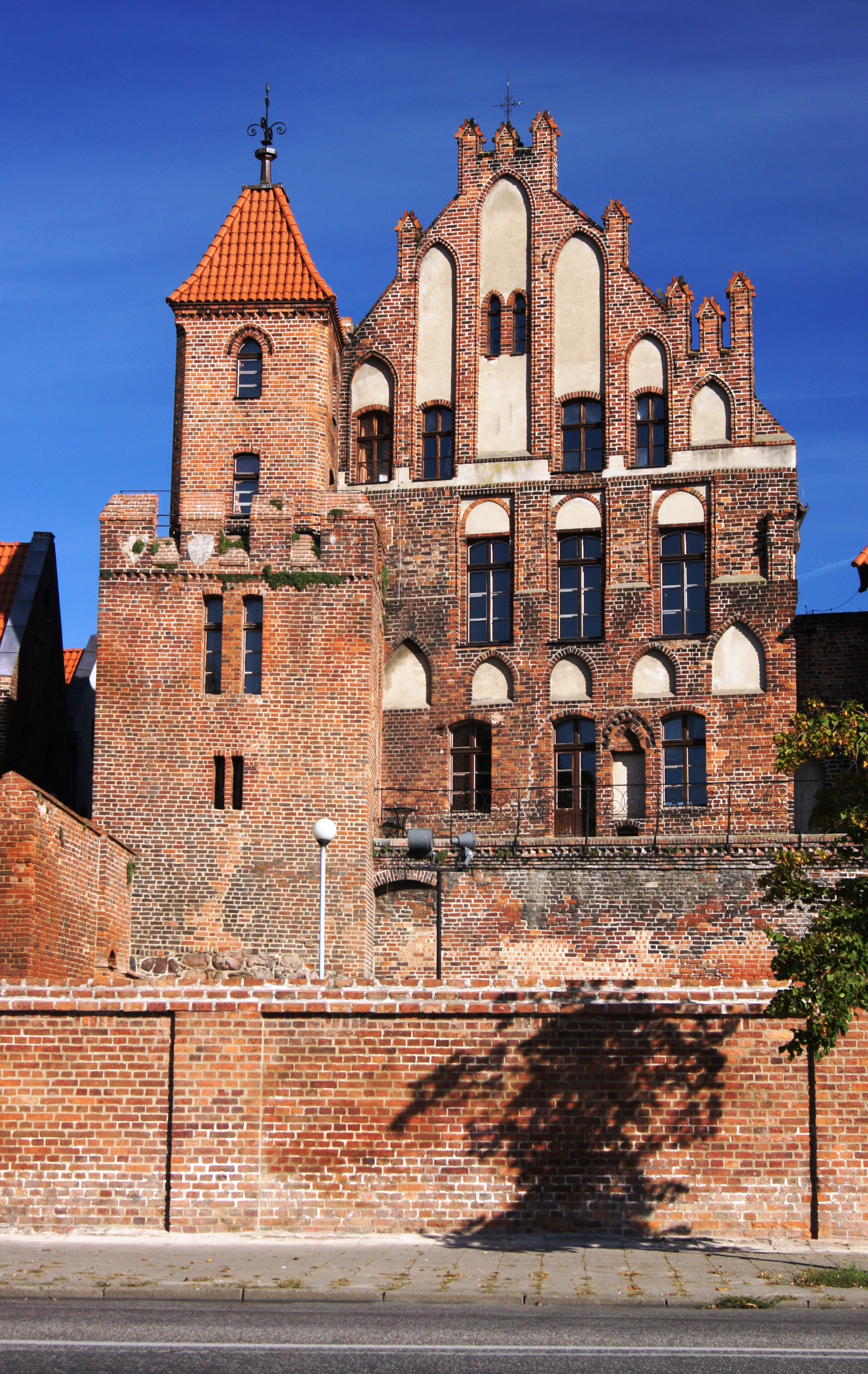
Dwór od południa
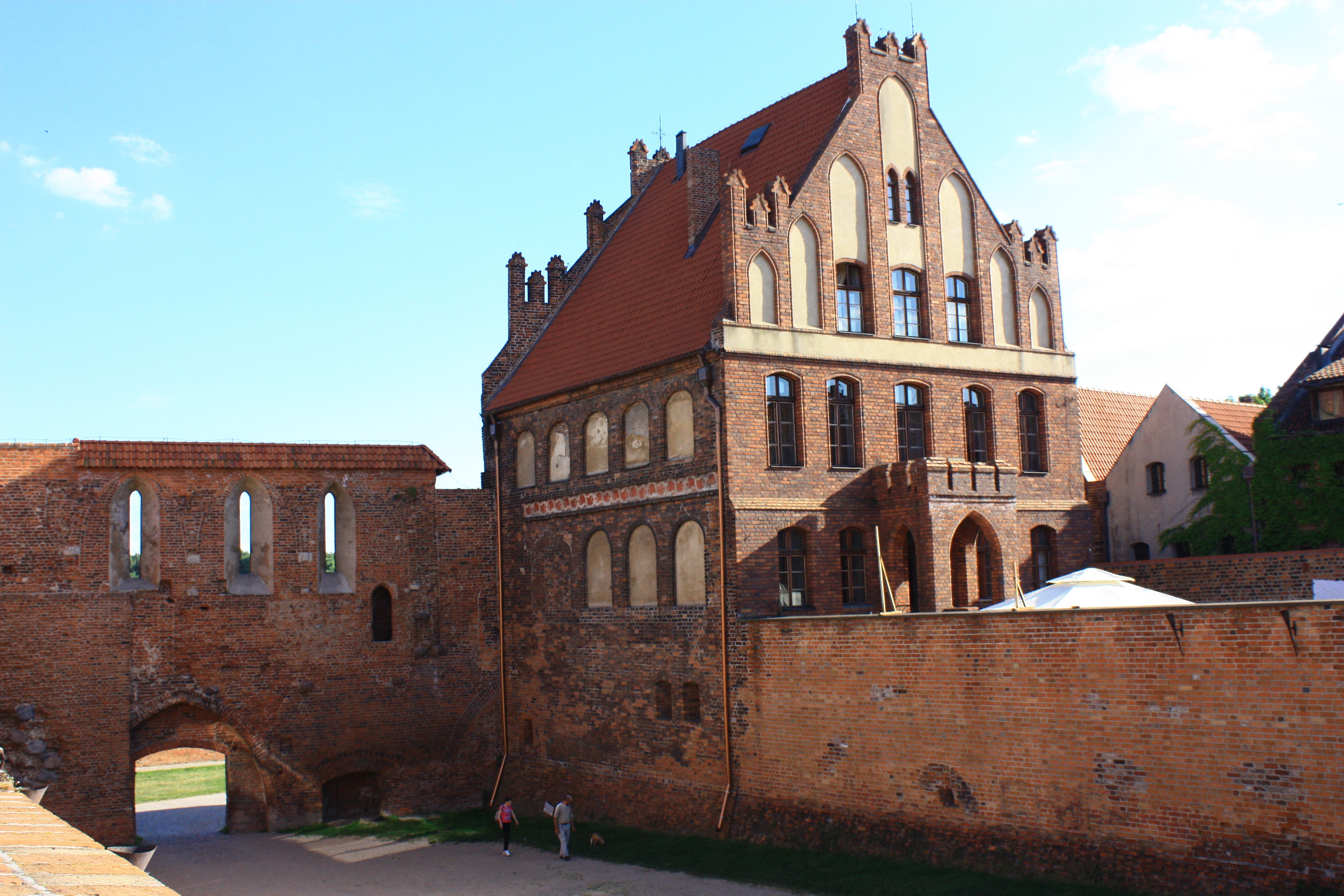
Dwór od północy, po lewej tzw. Tama
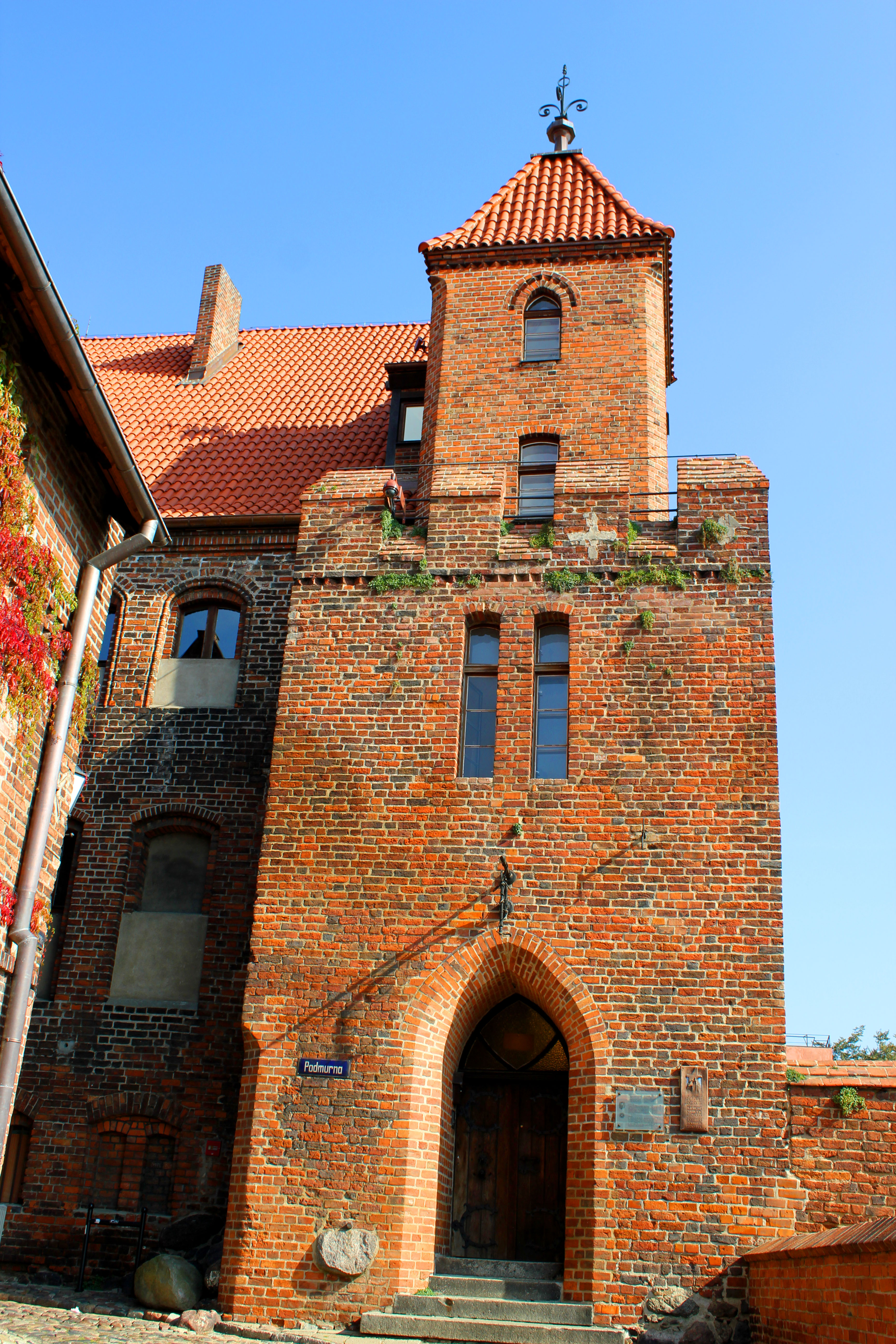
Dawna wieża zamkowa